# Everton Soares
Everton Sousa Soares (Maracanaú, 1996. március 22. –) brazil válogatott labdarúgó, a Flamengo játékosa.

## Pályafutása

### Klubcsapatokban
Everton Maracanaúban született, tizenkét éves korában került a Grêmio akadémiájára, előtte a Fortalezánál nevelkedett. 2012-ben a klub előbb kölcsönvette, majd 2013 októberében végleg szerződtette, miközben a Manchester City elővásárlási jogot szerzett a játékjogára.
A 2014-es szezonban mutatkozott be a Grêmio felnőtt csapatában, hét bajnoki kapott lehetőséget az állami bajnokságban második helyen végző csapatban. Első gólját január 23-án szerezte a Lajeadense ellen 2–1-re megnyert hazai mérkőzésen.
2014. április 20-án debütált a Série A-ban, a 2015-ös szezonban azonban jobbára cserejátékosként kapott lehetőséget. 14 bajnokin négyszer volt eredményes. 2016 augusztusában négy évvel meghosszabbította a szerződését. 2017. március 9-én játszott a Grêmióban a 100. tétmérkőzését. 2017-ben Copa Libertadorest, egy év múlva Recopa Sudamericánát nyert a csapattal.
2020 augusztusában a portugál SL Benfica bejelentette szerződtetését.
2022. június 15-én a Flamengo csapatába igazolt.

### A válogatottban
2018. augusztus 17-én hívták meg először a brazil válogatott keretébe Salvador és az Egyesült Államok elleni felkészülési mérkőzésekre. A 2018-as labdarúgó-világbajnokságra nevezett bővebb keretnek még tagja volt, de a tornán nem vett részt. Pályára lépett a 2019-es Copa Américán, amelynek nyitómérkőzésen Bolívia ellen megszerezte első gólját is a nemzeti csapatban.

## Statisztika

### Klubcsapatokban
2019. május 9-én frissítve.
| Klub           | Szezon         | Liga           | Liga          | Liga | Kupa          | Kupa | Nemzetközi    | Nemzetközi | Egyéb         | Egyéb | Összesen      | Összesen |
| Klub           | Szezon         | Bajnokság      | Pályára lépés | Gól  | Pályára lépés | Gól  | Pályára lépés | Gól        | Pályára lépés | Gól   | Pályára lépés | Gól      |
| -------------- | -------------- | -------------- | ------------- | ---- | ------------- | ---- | ------------- | ---------- | ------------- | ----- | ------------- | -------- |
| Grêmio         | 2014           | Série A        | 7             | 0    | 0             | 0    | 0             | 0          | 7             | 2     | 14            | 2        |
| Grêmio         | 2015           | Série A        | 14            | 4    | 2             | 0    | 0             | 0          | 12            | 1     | 28            | 5        |
| Grêmio         | 2016           | Série A        | 27            | 3    | 6             | 2    | 5             | 1          | 11            | 2     | 49            | 8        |
| Grêmio         | 2017           | Série A        | 32            | 8    | 5             | 2    | 12            | 1          | 12            | 1     | 61            | 12       |
| Grêmio         | 2018           | Série A        | 20            | 8    | 3             | 1    | 9             | 5          | 11            | 3     | 43            | 17       |
| Grêmio         | 2019           | Série A        | 3             | 2    | 0             | 0    | 6             | 3          | 10            | 4     | 19            | 9        |
| Grêmio         | Összesen       | Összesen       | 100           | 23   | 16            | 5    | 31            | 8          | 63            | 13    | 210           | 49       |
| Karrier összes | Karrier összes | Karrier összes | 100           | 23   | 16            | 5    | 31            | 8          | 63            | 13    | 210           | 49       |

### A válogatottban
2019. június 14-én frissítve.
| Brazília | Brazília | Brazília |
| Év       | Mérkőzés | Gól      |
| -------- | -------- | -------- |
| 2018     | 2        | 0        |
| 2019     | 5        | 1        |
| Összesen | 7        | 1        |

### Góljai a válogatottban
Az eredmények minden esetben a brazil válogatott szempontjából értendőek.
| #  | Dátum            | Helyszín                             | Mérkőzése a válogatottban | Helyszín | Eredmény a gólt követően | Végeredmény | Versenysorozat       |
| -- | ---------------- | ------------------------------------ | ------------------------- | -------- | ------------------------ | ----------- | -------------------- |
| 1. | 2019. június 14. | Morumbi Stadion, São Paulo, Brazília | 7                         | Bolívia  | 3–0                      | 3–0         | 2019-es Copa América |

## Sikerei, díjai

### Klub
- Grêmio
  - Brazil kupagyőztes: 2016
  - Copa Libertadores: 2017
  - Recopa Sudamericana: 2018
  - Gaúcho (Rio Grande do Sul állam) bajnokságának győztese: 2018, 2019, 2020

- Flamengo
  - Brazil kupagyőztes: 2022
  - Copa Libertadores: 2022

### Válogatott
- Brazília
  - Copa América: 2019

### Egyéni
- Bola de Prata: 2018
- Copa América – Gólkirály: 2019
- Copa América – A torna csapatának tagja: 2019
- Copa América – A döntő legjobb játékosa: 2019